# Richard Brauer
Richard Dagobert Brauer (Charlottenburg, 10 de fevereiro de 1901 — Belmont (Massachusetts), 17 de abril de 1977) foi um matemático alemão.